# Deyák József M.
Deyák József M. (18. század – 19. század) magyar dohány-nagykereskedő.

## Élete
Pesten működött, mint 1822-ben kiadott munkájának előszavában írja, 25 évig foglalkozott a magyar dohánykereskedéssel és külföldre szállításával. Indítványozta egy olyan egyesülés létrehozását, mely a hazai dohánytermesztés és -kereskedelmet hivatott szabályozni, de nem járt sikerrel. 1821-től kincstári dohány-liferáns volt, később azonban tönkrement.

## Munkái
- Gyökeres rendszabások a dohánynak termesztéséről és a dohány tobák leveleinek megnemesítéséről, rendszeres útmutatás szerint mind a két nemű levelekre nézve, különösen Magyarország hasznára, egy tanítással együtt, hogy miképpen lehessen mind a két rendbeli dohányleveleket három különféle neműekre felosztani és mely tulajdonságokkal kellettek ezeknek bírni. B. J. alatt függelék gyanánt a hazai termesztések megnemesítésére és a kereskedés előmozdítására előterjesztett nemzeti egyesület statútumaihoz. Pest, 1814. és 1826.
- Geschichtliche Darstellung der ungarischen Taback-Cultur, des Activhandels mit Taback und der schädlichen Einwirkung auf beides… Uo. 1822. Két rész, függelékkel.
- Entwurf zu einem National-Vereine zur Beförderung einer veredelten Taback-Cultur und des Activ-Handels in Ungarn. Uo. 1826.
- Az országbeli termesztések megnemesítését és a kifelé kereskedés előmozdítását tárgyazó nemzeti egyesület rendszabásaira való javallat, egy függelékkel, miképpen lehessen a tűzkárpótlás intézetét evvel összekapcsolni… Uo. 1826.
- Javallat egy a dohánymívelés nemesítését s az activ kereskedést előmozdító egyesületre. Uo. 1826. (Ivrét.)
- Magyarországi Dohánynyal volt nagykereskedése megbukásának okai és Javallat a dohány mívelés nemesítését és activ kereskedését előmozdító egy nemzeti egyesületre az ország egybegyűlt rendeihez iratott Pesten jan. 1. 1826.
- A magyarországi esztendei dohánytermés menynyiségének átnézete. Uo. 1827.